# Platygaster gyge
Platygaster gyge är en stekelart som beskrevs av Walker 1836. Platygaster gyge ingår i släktet Platygaster och familjen gallmyggesteklar. Arten är reproducerande i Sverige. Inga underarter finns listade i Catalogue of Life.